# Caudecoste
Caudecoste är en kommun i departementet Lot-et-Garonne i regionen Nouvelle-Aquitaine i sydvästra Frankrike. Kommunen ligger i kantonen Astaffort som tillhör arrondissementet Agen. År 2022 hade Caudecoste 1 133 invånare.

## Befolkningsutveckling
Antalet invånare i kommunen Caudecoste
| Referens: INSEE |